# 91 Days
91 Days là một bộ phim truyền hình anime của Nhật Bản. Lấy bối cảnh trong thời đại Cấm rượu ở Hoa Kỳ, phim theo chân Angelo Lagusa trong hành trình tìm cách trả thù của anh. Bộ phim được phát sóng từ ngày 9 tháng 7 năm 2016 đến ngày 1 tháng 10 năm 2016.

## Cốt truyện
Câu chuyện lấy bối cảnh tại một thị trấn hư cấu Lawless, bang Illinois trong thời kỳ Cấm rượu năm 1932, nơi rượu pha chế thống trị thị trường chợ đen nhờ mafia Ý. Angelo Lagusa, một chàng trai có gia đình bị sát hại trong một cuộc tranh chấp với mafia, đã tìm cách trả thù Gia tộc Vanetti, đặc biệt là Don, Vincent Vanetti, mafia kiểm soát khu Lawless, và một vài thành viên cấp cao của Cosa Nostra. Qua bảy năm lẩn trốn ở Trung Tây sau đêm xảy ra án mạng, nhận được một lá thư nặc danh từ một người bạn của cha mình, anh quay trở lại Lawless và thực hiện hành vi trả thù của mình. Dưới cái tên Avilio Bruno, khi trở về, thấy hai đám đông đang chạy qua thị trấn Lawless, đó là Gia đình Vanetti và băng đối thủ - Gia đình Orco, anh bắt đầu thâm nhập vào Gia đình Vanetti bằng cách từ từ kết bạn với Nero, con trai của Don. Anh sẽ như thế nào, trong cánh đồng chứa đầy bi thảm chỉ mới bắt đầu được gieo mầm này?

## Nhân vật

### Nhân vật chính
Avilio Bruno (アヴィリオ・ブルーノ Avuirio Burūno)

Tên thật là Angelo Lagusa (アンジェロ・ラグーザ Anjero Ragūsa). Bảy năm trước kia, gia đình anh bị Gia đình Vanetti sát hại. Vì thế anh có mối hận thù sâu đậm đối với gia đình Vanetti và đã lẩn trốn trong bảy năm cho đến khi nhận được một bức thư nặc danh để trở lại thị trấn Lawless cho màn trả thù thích đáng của mình. Anh được biết đến với những ý tưởng tuyệt vời và đã cố gắng lấy lòng tin của Nero Vanetti vì muốn đến gặp bố già của gia đình Vanetti, để có thể hoàn thành việc trả thù của mình. Anh phụ thuộc vào âm mưu của các gia đình khác để tiêu diệt Vanettis.
Nero Vanetti (ネロ・ヴァネッティ Nero Vuanetti)

Con trai cả của Vincent Vanetti, và là một trong những mục tiêu của Angelo. Anh là một người hăng hái và tích cực, anh ta coi trọng gia đình của mình trên tất cả mọi thứ và không bao giờ tha thứ cho những kẻ phản bội dù có thế nào đi chăng nữa. Anh tin rằng Gia tộc Vanetti sở hữu Lawless và Gia tộc Galassia đang cố gắng xâm nhập vào. Bảy năm trước kia, anh cùng với Vincent Vanetti và Vanno Clemente (bạn thân của anh), đã bắn chết gia đình của Angelo. Anh tin vào niềm kiêu hãnh của một gia đình, từ chối lùi bước trước Orcos hoặc Galassias, bất kể thế nào, nếu họ yêu cầu điều gì đó làm mất uy tín của gia đình anh. Sau đó, anh tiếp quản chức danh Don của gia đình Vanetti từ cha mình.

### Gia đình Vanetti
Gia đình này có nguồn gốc từ Savoca, Sicily, và khi Vincenzo Vanetti nhập cư đến Hoa Kỳ, mơ ước xây dựng một đế chế để có thể cai trị, anh đã kết thân với gia đình tội phạm Moreno và phục vụ dưới quyền của gia tộc này trong nhiều năm. Nhưng hai gia đình Morenos, Galassias không hòa hợp với nhau, nên anh đã nắm lấy cơ hội này để tăng lực lượng của mình bằng cách đối phó với băng đảng đối địch trong bí mật với sự giúp đỡ của Ganzo Alary, nhưng kế toán của Don Moreno - bố của Angelo đã biết về điều này. Tháng 4 năm 1925, anh đã giết Don của gia tộc mình, gia đình Lagusa để giữ cho bí mật không bị lộ ra ngoài. Trong nhiều năm qua, gia tộc của anh là gia tộc đáng sợ, được kính trọng nhất cùng với Galassias, nhưng khi Don của gia tộc bị ốm thì các gia đình tội phạm khác bắt đầu nổi lên.
Vincenzo Vanetti (ヴィンセント・ヴァネッティ Vuinsento Vuanetti)

Bố già của Gia đình Vanetti và cũng là cha của Nero, được gọi là Vincent Vanetti. Vincent là một người đàn ông theo chủ nghĩa tôn giáo và truyền thống, coi trọng gia đình của mình hơn tất cả, ông ta yêu gia đình của mình đến mức ông đã giết người bạn thân nhất của mình để gia đình ông có thể đứng đầu. Ông rất thích nhạc opera và ông ấy có ước mơ xây dựng một nhà hát sang trọng cho nó. Ông là một người đàn ông tàn nhẫn mặc dù đã cố gắng tránh những cuộc chiến tranh mafia, trong nhiều năm qua ông là gương mặt đáng sợ và được kính trọng nhất thị trấn Lawless nhưng căn bệnh của mình đã khiến quyền lực của ông giảm sút ở Illinois và Cosa Nostra.
Connie Vanetti (コニー・ヴァネッティ Konī Vanetti)
Lồng tiếng bởi: Masaka yorino (tiếng Nhật), Jessica Cavanagh (tiếng Việt)
Vợ của Vincent Vanetti và mẹ của Nero, Fio, và Frate. Bà qua đời vì một căn bệnh không rõ nguyên nhân khi Nero 10 tuổi. Vincent chứng kiến cảnh các con mất mẹ, ông tự hứa sẽ xây dựng cho chúng một cuộc sống tốt đẹp (đây là một trong những nguyên nhân khiến Vincent phản bội Don của mình).
Ganzo Alary (ガンゾ・アラリー Ganzo Ararī)

Cánh tay trái của Vincent. Không chỉ là người gửi bức thư nặc danh cho Angelo để đến Lawless mà ông còn là người đàn ông thứ tư trong đêm xảy ra vụ án mạng gia đình Angelo. Ông là một người đàn ông rất tham lam và muốn những người chức cao hơn mình trong gia đình được thủ tiêu bởi Angelo để ông ta có thể có tất cả quyền lực, tiền bạc và phụ nữ của Lawless cho riêng mình.
Frate Vanetti (フラテ・ヴァネッティ Furate Vuanetti)

Em trai của Nero, và là con trai út của Vincent Vanetti. Anh sẵn sàng hy sinh bất cứ điều gì để giữ gìn hòa bình giữa các gia đình mafia. Anh ta có phần yếu đuối, vì anh thậm chí sẵn sàng giết anh trai của mình để bảo vệ hòa bình. Anh ta tin rằng gia đình Vanetti không thể chống lại Gia tộc Galassia và họ nên đầu hàng mà không nên chiến đấu. Anh ghen tị với khả năng bẩm sinh của Nero để làm theo ý mình, và thậm chí tin rằng Nero đã gây ra sự hỗn loạn khiến gia đình Galassia và Orco muốn anh ta chết. Ronaldo bắt đầu bác bỏ Frate để được chỉ định là người đứng đầu gia đình Vanetti sau khi Galassias buộc Vincent phải từ chức.
Fio Vanetti (フィオ・ヴァネッティ Fio Vuanetti)
Lồng tiếng bởi: Hisako Tōjō (tiếng Nhật), Alex Moore (tiếng Việt)
Là em gái của Nero và Frate. Cuộc hôn nhân của cô với Ronaldo đã được sắp đặt trước để xây dựng liên minh và quan hệ họ hàng với Gia đình Galassia. Cô ấy rất quan tâm đến hai người anh của mình và không muốn cả hai phải chết khi chiến đấu với nhau.
Vanno Clemente (ヴァンノ・クレメンテ Vuan'no Kuremente)

Một trong những người bạn thân nhất của Nero Vanetti, kể từ khi còn nhỏ, và là một trong những mục tiêu của Angelo. Bảy năm trước câu chuyện, anh ta đã bắn chết Testa Lagusa, cùng với Nero Vanetti. Anh ấy là bạn rất thân với Tronco.
Barbero (バルベロ Barubero)

Cố vấn của gia đình Vanetti. Thuộc hạ của Nero, là người bình tĩnh và tự chủ. Anh ấy giúp Nero đưa ra những quyết định thông minh cho gia đình. Anh ấy sẵn sàng hy sinh bất cứ điều gì để bảo vệ cuộc sống của Nero.
Del Toro (デルトロ Deru Toro)
Lồng tiếng bởi: Kanehira Yamamoto (tiếng Nhật), Philip Weber (tiếng Việt)
Cánh tay phải và là vệ sĩ của Vincent. Anh ấy đã phục vụ dưới trướng Vincent trong nhiều năm kể từ khi chiến đấu ở Châu Âu. Dù không bao giờ nói chuyện nhưng sức mạnh thể chất và tinh thần của anh khiến Vincent Vanetti không thể tiếp cận được.
Tigre (ティグレ Tigure)

Caporegime của Vanetti, và là một trong những người bạn thân và đồng minh của Nero. Anh là một trong những thành viên trung thành nhất của Gia tộc Vanetti và không chịu lùi bước ngay cả khi cái giá phải trả là cái chết. Khi Frate Vanetti và Ronaldo cố gắng ám sát Nero, anh đã cứu Nero và bị thương bởi người của Frate. Angelo đã thỏa thuận với Fango để cứu sống Tigre.
Volpe (ヴォルペ Vourupe)

Người lính chuyên nghiệp của Gia đình Vanetti, và là một trong những người bạn trung thành và đáng tin cậy của Nero. Khi anh ta và Angelo cố gắng ám sát Ronaldo, Angelo đã giết chết anh. Sau khi Frate tìm thấy xác của anh, Frate cho rằng Nero đã lập ra kế hoạch ám sát. Vì vậy, Frate và người của anh đã treo cổ anh ta trên cây cầu Lawless như một thông điệp cho Nero. Và điều đó khiến gia đình Vanetti xảy ra cuộc chiến nội bộ giữa Frate và Nero, khiến họ mất đi nhiều người, ảnh hưởng đến uy tín.
Arturo Tronco (アルトゥーロ・トロンコ Arutoūro Toronko)

Một trong những người của Nero đã bị Soltados của Fango sát hại bao gồm Serpente khi anh ta và Vanno đang buôn lậu rượu. Cái chết của anh đã làm bùng lên lòng căm thù của gia đình Vanetti đối với gia đình Orco.
Gianni (ジャンニ Janni)

Người của Tigre và là gián điệp của Nero. Nero lợi dụng anh ta để theo dõi Angelo để biết rằng Angelo không phản bội Gia tộc Vanetti.

### Gia đình Orco \ Gia đình Fango
Don của gia tộc này từng là thành viên của Gia tộc Moreno, nhưng một sự kiện đã khiến anh phải tách khỏi họ. Kể từ đó anh ta đã trở thành một trùm mafia khác khiến những con đường của thị trấn Lawless trở thành một con đường đẫm máu. Không chỉ giàu có, tên tuổi của băng đảng này khiến người nghe sợ hãi cả đời. Chiến thuật, sự tức giận, uy tín, những kế hoạch khó lần ra dấu vết là những thứ có thể thấy rất rõ trong gia đình tội phạm bạo lực này.
Fango (ファンゴ Fango)

Một thành viên của Orco Outfit. Anh tàn nhẫn, tham vọng và tâm thần ranh giới, sẵn sàng làm bất cứ điều gì cần thiết để đạt được những gì anh ta muốn. Với sự giúp đỡ từ Angelo và Nero, anh đã lật đổ Orco, sau đó giết Orco, và trở thành Don của gia đình. Anh ta muốn công thức pha chế rượu Lawless Heaven của Corteo khi anh đang tìm cách làm giàu với sự kết thúc của Hoa Kỳ Cấm sắp xảy ra. Anh ta lập một thỏa thuận với Corteo, người đang cố gắng thoát khỏi cuộc giao tranh; anh ta sẽ bảo vệ Corteo, miễn là Corteo đưa cho anh ta công thức và nơi ở của Nero. Nhưng khi Scuza cung cấp công thức của Lawless Heaven, bị FBI thu giữ trong một cuộc đột kích, anh ta không còn cần đến Corteo nữa. Ban đầu anh ta cố gắng giết Corteo, nhưng quyết định giao Corteo cho Vanettis, người mà anh ta đã phản bội. Nhưng trước khi anh ta có thể thông báo cho họ, Corteo đã giết anh ta.
Don Orco (オルコ Oruko)

Người đứng đầu gia đình Orco. Là một người cực kỳ háu ăn và rất thích món lasagna, Don Orco là một Don không sợ hãi và ngoan cố. Ban đầu ông bắt đầu cuộc tranh chấp giữa ông và gia đình Vanetti bằng cách đánh cắp con đường thương mại của họ, nhưng đã khuếch đại tranh chấp bằng cách giết Tronco. Sử dụng Fango, Don Orco lên kế hoạch giết Nero Vanetti, nhưng sau đó Fango trở thành kẻ phải chịu trách nhiệm. Ông đã bị giết bởi Fango, theo thỏa thuận của anh ta và Nero để lấy sự bảo vệ và đổi lấy việc lật đổ Orco.
Serpente (セルペンテ Serupente)

Thuộc hạ của Fango, và là kẻ đã giết Tronco. Vanno đã giết anh ta, báo thù cho cái chết của Tronco. Xác của anh bị gia đình Vanetti bí mật đem đi bán cho Scusa, châm ngòi cho cuộc chiến giữa gia đình Vanetti và Orco.
Corvo (コルヴォ Koruvo)

Một trong những Caporegimes của Gia đình Orco. Người đàn ông cực kỳ thông minh, mạnh mẽ và đáng tin cậy của Don Orco. Anh ấy quan tâm sâu sắc đến lòng trung thành và sự tôn trọng trong Mafia, không giống như Don hay Fango của anh ấy, anh cực kỳ cẩn thận và điềm tĩnh. Chiến đấu với anh ta không phải là một việc dễ dàng.
Carmelo (カーメロ Kamero)

Một trong những người kém quan trọng nhất của Don Orco. Các gia đình sử dụng anh ta để tra tấn kẻ thù và những kẻ phản bội.
Gatto (ガット gatto)
Lồng tiếng bởi: Ryuunosuke Watanuki (tiếng Nhật), Chris Rager (tiếng Việt)
Cấp dưới của Fango, đầu tiên anh ta làm việc cho Don Orco, sau đó cho Fango, rồi cho Nero Vanetti. (Sau cái chết của Fango, hầu hết người của anh ta bắt đầu làm việc cho Vanettis)
Cerotto (チェロット Cherotto)

Bạn thân của Corteo, người đã vướng vào mối thù khi cố bán rượu ngon. Anh đã chứng kiến Vanno giết Serpente, đến nỗi anh đã bán mình cho Scuza, vì Fango. Kể từ đó, anh trở thành quản gia cho Fango.

### Gia đình Galassia
Gia đình Galassia, một phần của Chicago Outfit, họ kiểm soát phần lớn Chicago, cố gắng thâu tóm thị trấn Lawless. Gia đình Vanetti, Orco không đủ mạnh để chống lại họ nên thường tuân thủ những gì họ yêu cầu.
Galassia (ガラッシア Garasshia)
Lồng tiếng bởi: Hōchū Ōtsuka (tiếng Nhật), Michael Johnson (tiếng Việt)
Don của gia đình Galassia có trụ sở tại Chicago. Là một người đàn ông vô tư và có phần vui vẻ, Don Galassia đã thiết lập mọi kế hoạch ở hậu trường.
Strega (ストレガ Sutorega)
Lồng tiếng bởi: Subaru Kimura (tiếng Nhật), David Wald (tiếng Việt)
Cháu trai của Don Galassia. Anh ta đang bí mật làm việc với Gonzo để hạ Vincent. Sau khi chú của anh ta chết, anh ta trở thành Don và kết thúc Đế chế Vanetti.
Ronaldo (ロナルド Ronarudo)
Lồng tiếng bởi: Yūichi Nakamura (tiếng Nhật), David Trosko (tiếng Việt)
Một người cháu của Don Galassia và là anh họ của Strega. Anh ta tin tưởng vào quyền lực mà anh ta có với tư cách là một thành viên của gia đình Galassia, sử dụng nó để cố gắng kiểm soát các gia đình Mafia khác.

### Gia đình Lagusa
Testa Lagusa (テスタ・ラクーザ Tesuta Ragūza)

Cha của Angelo và là người đã bị giết bởi gia đình Vanetti. Anh ta là kế toán của Don Moreno, anh biết về những giao dịch đang diễn ra giữa gia đình Vanetti và Galassia, và gia đình anh ấy đã bị sát hại để giữ cho những bí mật này không bị lộ ra ngoài.
Elena Lagusa (エレサ・ラクーザ Erena Ragūza)

Mẹ của Angelo, người đã bị giết bởi gia đình Vanetti.
Luce Lagusa (ルーチェ・ラクーザ Rūche Ragūza)

Em trai của Angelo, người đã bị giết bởi gia đình Vanetti.

### Don Moreno
Một nhân vật vô hình là Don của Gia tộc Moreno, kiểm soát Tây Chicago, thị trấn Lawless nhưng không hòa hợp với Gia đình Galassias, khi Morenos, Galassias có chiến tranh, Vincent đã nhân cơ hội để lấy Đế chế của Don bằng cách bí mật thực hiện các giao dịch với Galassias, vào năm 1925, Vanettis đã giết Don Moreno với sự giúp đỡ của Ganzo Alary, để chiếm đoạt tài sản của ông ta.
Officer Nick (ニック nikku)
Lồng tiếng bởi: Takaya Kuroda (tiếng Nhật), Nicholas Brown (tiếng Việt)
Một viên chức bẩn. Khi Nero bôi mỡ vào tay anh ta một ít tiền, anh ta hỏi anh có biết một quán bar không, vì vậy Nick đã cho anh ta biết một nơi bí mật. Tuy nhiên, khi Mad Mack tra tấn anh ta để nói cho anh ta biết Nero và Angelo đang ở đâu, anh ta đã giết anh ấy sau câu trả lời.
Corteo (コルテオ Koruteo)

Bạn thân thời thơ ấu của Angelo. Cha anh là một trong những người của Don Moreno đã giết người trong một cuộc tranh chấp, kể từ đó anh và mẹ sống với gia đình Lagusa. Anh đã phát triển một loại rượu cực kỳ ngon có tên là Lawless Heaven, thứ mà anh ta bắt đầu làm cho gia đình Vanetti. Vấn đề duy nhất là các thành phần và hỗn hợp phức tạp hơn các loại bia khác. Anh đã được đưa vào cốt truyện nhờ Angelo. Anh ta sau đó trở nên rất sợ hãi về toàn bộ mọi việc và hy vọng là sẽ cố gắng tìm ra lối thoát.
Scuza (スクーザ Sukūza)
Lồng tiếng bởi: Kōji Ishii (tiếng Nhật), Chad Cline (tiếng Việt)
Người đứng đầu Cục Liên bang Cấm trong Lawless. Thông qua cuộc điều tra của mình, anh ta đã tìm ra công thức của Lawless Heaven.
Delphy (デルフィ Derufi)
Lồng tiếng bởi: Hiroki Tōchi (tiếng Nhật), Mark Stoddard (tiếng Việt)
Một thành viên của Cục Liên bang Cấm đến Chicago, người thay thế Scuza. Anh ta có những ý định táo bạo để làm sạch tham nhũng và mafia trong Lawless. Anh ta đã điều tra các quán bar trên khắp thị trấn để tìm cách dừng việc bán rượu, do đó hạn chế thu nhập mà gia đình Vanetti có thể nhận được thông qua việc bán Lawless Heaven. Sau đó, anh ta từ bỏ cuộc điều tra sau khi gia đình Vanetti đe dọa giết vợ và con gái anh ta bằng cách dàn dựng một vụ nổ chiếc xe mà anh ta tin rằng vợ con mình đang ở trong đó.
Mad Mack (マッドマック Maddo Macko)
Lồng tiếng bởi: Atsushi Imaruoka (tiếng Nhật), Paul Ramirez (tiếng Việt)
Một sát thủ được Orcos thuê để thủ tiêu cả Nero và Angelo. Mặc dù anh ta cực kỳ mạnh mẽ, anh đã thất bại trong vụ ám sát và bị giết bởi một người nông dân.
Martha (マルタ Maruta)
Lồng tiếng bởi: sakaya mazusa (tiếng Nhật), Constance Jones (tiếng Việt)
Người chăm sóc Connie Vanetti khi cô bị ốm.
Guccio Baltano (グ ッ チ ョ バ ル タ ー ノ guchiio barutano)
Bạn của Angelo trong trại trẻ mồ côi, người cuối cùng xuất hiện trong một quán bar.
Lauro (月 桂樹 rauro)
Một người bạn tạm thời của Angelo mà anh đã gặp ở Chicago.
Paul (ポ ー ル pouru)
Bạn trai của Lauro.

## Sản xuất, phát hành
Anime đã được công bố vào tháng 3 năm 2016. Nó được đạo diễn bởi Hiro Kaburagi, được viết nhờ Taku Kishimoto, với hình ảnh của studio Shuka. Tomohiro Kishi đang thiết kế các nhân vật của bộ truyện, Shōgo Kaida sẽ sản xuất âm nhạc. Bài hát chủ đề mở đầu, "Signal", được trình diễn bởi TK từ Ling tosite sigure, trong khi chủ đề kết thúc, bài hát "Rain or Shine", sẽ do ELISA biểu diễn. Bộ truyện được công chiếu vào ngày 9 tháng 7 năm 2016 trên TBS, cũng được phát sóng trên khối lập trình Animeism trên MBS, CBC, BS-TBS. Loạt phim được phát sóng trên Crunchyroll, với Funimation xử lý lồng tiếng, phân phối loạt phim ở Bắc Mỹ. 
 